# David Ortiz
Artikeln följer den spanska namnseden; faderns efternamn är Ortiz och moderns efternamn Arias.
David Américo Ortiz Arias, kallad Big Papi, född den 18 november 1975 i Santo Domingo, är en dominikansk-amerikansk före detta professionell basebollspelare som spelade 20 säsonger i Major League Baseball (MLB) 1997–2016. Ortiz var förstabasman och designated hitter.

## Karriär

### Major League Baseball
Ortiz skrev på för Seattle Mariners i november 1992, just 17 år fyllda, och fick för sin signatur en bonus på 7 500 dollar. Han trejdades i september 1996, när han fortfarande spelade i farmarligorna, till Minnesota Twins i utbyte mot Dave Hollins.
Ortiz debuterade i MLB för Twins den 2 september 1997 och spelade för den klubben till och med 2002 utan att göra något större väsen av sig. Inför 2003 års säsong skrev han på för Boston Red Sox, där han skulle komma att fira stora triumfer under de följande 14 säsongerna till och med 2016. Totalt spelade han 2 408 matcher med ett slaggenomsnitt på 0,286, 541 homeruns och 1 768 RBI:s (inslagna poäng).
Ortiz vann tre World Series-titlar med Red Sox säsongerna 2004, 2007 och 2013, och utsågs till mest värdefulla spelare (MVP) i World Series vid det sista tillfället. Han togs ut till tio all star-matcher och vann också sju Silver Slugger Awards.

### Internationellt
Ortiz representerade Dominikanska republiken vid World Baseball Classic 2006 och 2009.

## Efter karriären
Den 24 juni 2017 pensionerade Red Sox Ortiz tröjnummer 34.
I januari 2022 blev Ortiz invald i National Baseball Hall of Fame på första försöket. Han fick 77,9 % av rösterna, något fler än de 75 % som krävdes. Ortiz blev den första utpräglade designated hittern att väljas in på första försöket.

## Privatliv
Ortiz blev amerikansk medborgare i juni 2008.